# Van Capellen

Familiewapen van Van Capellen

Van Capellen was een van oorsprong Oost-Fries, later Nederlands, adellijk geslacht dat in 1899 is uitgestorven.

## Geschiedenis
In 1757 verleenden ambtsjonkers van Neder-Betuwe aan Alexander, vader van hierna genoemde Theodorus Frederik, als edelman erkenning van het recht van de jacht. Theodorus Frederik werd in 1815 ingelijfd in de Nederlandse adel en verkreeg zo het predicaat jonkheer. Met een zoon van hem stierf het geslacht in 1899 uit.

## Enkele telgen
jhr. Theodorus Frederik van Capellen (1761-1824), viceadmiraal, drager van onder meer het grootkruis in de Militaire Willems-Orde, hofmaarschalk
- jkvr. Henriëtte Maria Louise van Capellen (1796-1863), hofdame; trouwde in 1831 met Philippe Frédéric Tinne (1772-1844), diplomaat
  - Alexine Tinne (1835-1869), ontdekkingsreizigster
- jhr. Charles Henri Frédéric van Capellen (1809-1886), officier, laatstelijk kolonel titulair, Ridder Militaire Willems-Orde, adjudant en kamerheer
- jkvr. Adriane Davida Charlotte van Capellen (1812-1864), hofdame
- jhr. Theodoor van Capellen (1816-1880), officier, laatstelijk kapitein, Ridder Militaire Willems-Orde
- jhr. Jules Henri van Capellen (1818-1899), viceadmiraal, Ridder Militaire Willems-Orde, adjudant, adjudant-generaal marine en chef militair huis, laatste telg van het adellijke geslacht Van Capellen